# Tavite Lopeti
Tavite Lopeti (Hayward, Estados Unidos, 20 de noviembre de 1998) es un jugador profesional estadounidense de rugby que se desempeña en la posición de centro interior en Seattle Seawolves, equipo perteneciente a la liga Major League Rugby.

## Carrera
En 2021, Lopeti se unió al equipo Seattle Seawolves, con el cual disputa su tercera temporada en la Major League Rugby. También es parte de la Selección de rugby de los Estados Unidos.